# Ahrberger Holz/Groß Förster Holz
Das Ahrberger Holz/Groß Förster Holz ist ein Naturschutzgebiet in der niedersächsischen Gemeinde Giesen im Landkreis Hildesheim.
Das Naturschutzgebiet mit dem Kennzeichen NSG HA 179 ist circa 44 Hektar groß. Es grenzt teilweise an das gleichnamige Landschaftsschutzgebiet. Das Gebiet steht seit dem 24. Oktober 1996 unter Naturschutz. Zuständige untere Naturschutzbehörde ist der Landkreis Hildesheim.
Das Naturschutzgebiet besteht aus zwei Teilflächen, von denen die eine, das Ahrberger Holz, südlich von Ahrbergen und die andere, das Groß Förster Holz, zwischen Ahrbergen und Groß Förste westlich der Bundesstraße 6 liegt. Das Naturschutzgebiet stellt einen ehemals zusammenhängenden Auwaldrest mit ausgeprägter Strauch- und Krautschicht im Tal der Innerste unter Schutz.
Zwischen den beiden Teilflächen des Naturschutzgebietes befindet sich das Gewerbegebiet Im Hasenwinkel, das teilweise auf den Flächen der ehemaligen Ohnacker-Kaserne errichtet wurde. Einige Flächen im Naturschutzgebiet werden landwirtschaftlich genutzt. Diese Flächen sollen mittelfristig wieder in Auwald umgewandelt werden.